# Ерта Але
Ерта Але је штитасти тип вулкана који се налази у пустињи Данакил на североистоку Етиопије. Вулкан полази испод нивоа мора, надморска висина му је 613 m а широк је 50 кm. На његовом врху налазе се два кратера. Већи је 1,6 кm широк елипсасти кратер који садржи мање кружне кратере стрмих страна. Мањи је активни јужни кратер Ерта Але који има пречник од 150 m и готово је савршеног облика. Ерта Але је најактивнији вулкан у Етиопији, а његови мањи кратери на врху познати су по томе што их испуњавају језера кључале лаве. Сматра се да су она активна бар од 1967. године а врло могуће чак и од 1906. године те тако представљају најдужу непрекидну ерупцију забележену у историји.
Последња ерупција вулкана била је 2003. године.